# Wren Sinclair
Madison Dombkowski (Dallas, Texas, 5 de febrero de 1995) es una luchadora profesional estadounidense. Actualmente trabaja para la empresa WWE, donde se presenta en la marca NXT bajo el nombre de Wren Sinclair. Anteriormente era conocida como Madi Wrenkowski, nombre con el que laboró para National Wrestling Alliance (NWA) e hizo apariciones en All Elite Wrestling (AEW).

## Carrera

### Inicios (2019-2023)
El 18 de octubre de 2019, Dombkowski hizo su debut como luchadora profesional para Mission Pro Wrestling, presetándose como Madi Wrenkowski y perdiendo ante Jazz. De 2020 a 2022, Wrenkowski hizo apariciones para All Elite Wrestling (AEW), principalmente en AEW Dark y AEW Dark: Elevation, donde fue utilizada como jobber. También trabajó para National Wrestling Alliance (NWA) de 2021 a 2023, donde fue Campeona Femenina en Parejas de NWA junto a Missa Kate como parte de M95.

### WWE (2023-presente)
El 21 de diciembre de 2023, se informó que Wrenkowski había firmado un contrato con WWE. Hizo su debut como face en el episodio del 16 de enero de 2024 de NXT, apareciendo como Wren Sinclair, el reemplazó de Cora Jade en una batalla real que determinaría a la contendiente principal al Campeonato Femenino de NXT. En dicha contienda, eliminó a Lash Legend, antes de ser sacada por Kiana James. La semana siguiente, Sinclair tuvo su primera lucha individual televisada, perdiendo ante Lash Legend. Luego del encuentro, fue atacada por Legend y Jakara Jackson, hasta que Fallon Henley salió en su auxilió para respaldarla. En el episodio del 6 de febrero de NXT, Sinclair se asoció con Henley en una lucha por equipos contra Legend y Jackson, en la que salieron derrotadas. Después de que fuera emboscada por Roxanne Pérez en backstage en el episodio del 13 de febrero de NXT, luchó contra ella una semana después, siendo derrotada. En el episodio de NXT: Level Up emitido el 5 de julio, derrotó a Tyra Mae Steele.

## Campeonatos y logros
- National Wrestling Alliance
  - NWA Women's World Tag Team Championship (1 vez) - con Missa Kate.[20]
  - Ganadora del NWA Champions Series (2023) – con Chris Adonis, Dak Draper, Mims, Alex Taylor, Taya Valkyrie y La Rosa Negra

- Mission Pro Wrestling
  - MPW Tag Team Championship (1 vez) - con Rache Chanel

- Premier Pro Wrestling
  - PPW Women's Championship (1 vez)

- River City Wrestling
  - Campeonato femenino RCW (2 veces)